# Ennemi intérieur (Stargate Universe)
Pour les articles homonymes, voir L'Ennemi intérieur.
 (décembre 2023).
Si vous disposez d'ouvrages ou d'articles de référence ou si vous connaissez des sites web de qualité traitant du thème abordé ici, merci de compléter l'article en donnant les références utiles à sa vérifiabilité et en les liant à la section « Notes et références ».
Ennemi intérieur est le dix-huitième épisode de la première saison de la série télévisée Stargate Universe.

## Résumé
Rush rend visite à Young afin de lui parler d'un rêve qu'il qualifie d'intéressant.
Dans celui-ci, Rush est dans la peau d'une personne qui se trouve dans un entrepôt, sur Terre. Quatre ou cinq personnes sont présentes et la personne que Rush incarne livre des informations sur Icare dans les moindre détails. Les personnes présentes ont un vaisseau de transport Goa'uld. La personne incarnée est le Colonel Telford, Rush le sait grâce au reflet du colonel dans la vitre de la voiture.
Young raconte alors le rêve de Rush au lieutenant Scott, qui ne se souvient de rien ressemblant au rêve. Rush propose de prendre la place de Morrinson lors d'un transfert sur Terre grâce aux pierres, afin de prendre contact avec l'alliance, mais Young veut y aller. Rush refuse et dit que c'est lui qui a fait le rêve et que, par exemple, il y a le nombre 314 dont il ignore la signification mais qui semble être important. Young dit à Rush qu'il n'est pas qualifié, mais Rush insiste. Young finit par accepter mais précise que personne ne le couvrira.
Camille Wray intercepte Young et lui demande s'il a enlevé Morrison de la liste des personnes qui attendent d'utiliser les pierres. Young affirme et Camille Wray veut une explication mais Young refuse de la lui donner.
Rush fait alors le transfert avec Telford et ce dernier se demande pourquoi il a été transféré avec Rush. Pendant ce temps, Young prend une pierre et demande à parler au général O'neill d'urgence. Il prévient alors O'neill que Telford va essayer de prendre contact avec l'alliance Luxienne et qu'il faut qu'on le suive.
Rush profite d'être dans le corps de Telford pour fouiller sa maison et trouve une clé numérotée 314. Young convoque Telford en privé. Pendant ce temps, Rush profite d'être dans le corps de Telford pour appeler un de ses contacts réguliers pour lui dire qu'il a de nouvelles informations.
Durant l'entretien, Young et Telford boivent un verre. Telford demande pourquoi il a été connecté à Rush. Young lui dit qu'il va y venir mais qu'avant, ils pourraient tous deux apaiser les tensions. Telford dit à Young qu'il n'a rien à cacher et qu'il aurait pu porter plainte pour agression contre lui. Young lui répond qu'il n'a pas plus d'intérêt que lui que les détails de l'incident se révèlent. Telford dit à Young que ce dernier a trompé sa femme et qu'il a tourné la page, c'est tout. Young lui dit qu'il s'est servi de sa femme pour se venger.
Telford provoque à nouveau Young en lui disant qu'il a couché avec un officier qui était sous son commandement.
Young provoque Telford en lui disant que, à la base, c'était lui qui aurait dû être à sa place car la mission lui revenait de droit. Il continue la provocation en lui disant que le Telford qu'il connaissait, n'aurait jamais condamné 37 personnes pour sauver sa peau. Pour finir, Telford quitte l'entretien.
De l'autre côté, Daniel Jackson espionne Rush et les hommes de Telford. Daniel est en communication avec O'neill et une équipe d'intervention est sur le point d'agir.
Sauf qu'une voiture arrive, et d'autres personnes sortent dont une femme qui demande à Rush qui il est.
La femme demande à Rush s'il la connaît, et affirme savoir qu'il utilise les pierres de communication. Rush fait semblant de ne pas comprendre mais la femme lui dit qu'il a fait une erreur de mot de passe. Rush se fait démasquer et donc se fait taser. L'équipe en place intervient sur le terrain mais arrive trop tard.
On apprend de Daniel Jackson que la femme s'appelle Kiva, il s'agit de la fille d'un seigneur de guerre de l'alliance Luxienne.
Daniel propose de couper l'interaction des pierres car la vie de Rush en dépend. Young refuse.
Rush tente de dire qu'il a fait exprès de donner le mauvais mot de passe mais Kiva lui demande s'il connaît son nom et Rush le donne sans se tromper.
Kiva pose alors une autre question, elle demande à Rush qui il est.
Un autre entretien a lieu entre Telford et Young et ce dernier lui dit qu'il a de bonnes raisons de croire que c'est un espion : cela fait rire Telford.
Young décide de le laisser "mariner" un peu.
Pendant ce temps, Rush se fait taser à plusieurs reprises et Kiva lui dit qu'elle pourrait procéder à un lavage de cerveau mais vu que Rush occupe le corps de Telford, elle ignore ce que cela peut faire.
Elle dit alors que la torture est efficace et tase à nouveau Rush afin de savoir de qui il s'agit, elle veut savoir si Rush peut lui être utile ou pas.
Young ordonne qu'on lui ouvre la porte pour voir Telford et précise que le transfert ne sera pas coupé. Young avoue aussi que c'est Rush qui l'accuse.
Young provoque à nouveau Telford en lui disant que c'est, entre-autres, un meurtrier, un lâche.
Telford ne supporte pas cela, et une bagarre éclate mais Ronald Greer et Matthew Scott les sépare, puis Young les envoie dehors.
Kiva tase toujours Rush et pense qu'il s'agit d'un militaire car un civil n'aurait jamais pu endurer la torture.
Rush dit à Kiva que s'il répond à ses question, elle le tuera de toute manière.
Kiva donne la parole à Rush de ne pas le tuer s'il dit tout.
Rush finit par donner son identité après que Kiva voulut encore le taser.
Telford demande que la connexion soit interrompue.
Young dit à Telford que s'il passe aux aveux, il fera tout pour l'aider mais Telford dit qu'il n'est pas un espion.
Kiva montre à Rush qu'elle a trouvé une autre planète Icare capable de fournir l'énergie pour ouvrir un vortex vers une adresse à 9 chevrons.
Young insiste sur Telford et lui demande où ses hommes ont emmené Rush.
Rush est un forcé de coopérer et précise que ça lui prendra du temps.
Camille insiste et souhaite s'entretenir avec Telford.
Rush qualifie le travail du scientifique Olan de médiocre. Olan se fait tuer pour incompétence.
O'neill utilise une pierre de communication pour se rendre sur le Destiné, il décide de parler à Telford.
O'neill demande à Telford de passer aux aveux et demande où est Rush.
Telford dit « Vous ne pouvez pas l'arrêter » mais on ne sait pas encore de quoi il parle.
Young décide de passer à l'étape supérieure, il coupe la communication avec O'neill.
Camille apprend finalement ce qu'il se passe et demande qu'on coupe la communication car Rush est en danger.
Young demande qu'on coupe le système de survie où se trouve Telford. Il s'agit d'une sorte de menace de mort afin de savoir où se trouve la base de l'alliance.

## Distribution
- Robert Carlyle : Dr. Nicholas Rush
- Justin Louis : Everett Young
- Brian J. Smith : Matthew Scott
- Elyse Levesque : Chloe Armstrong
- David Blue : Eli Wallace
- Alaina Huffman : Tamara Johansen
- Jamil Walker Smith : Ronald Greer
- Ming-Na : Camile Wray
- Patrick Gilmore : Dale Volker
- Peter Kelamis : Adam Brody
- Rhona Mitra : Commandant Kiva
- Michael Shanks : Dr. Daniel Jackson
- Mike Dopud : Varro
- Lou Diamond Phillips : Colonel David Telford
- Richard Dean Anderson : Lieutenant Général Jack O'Neill
- Haig Sutherland : Sergent Hunter Riley
- Ian Butcher : Dannic
- John Murphy : Olan
- Trevor Carroll : Sergent Graham
- Kathryn Kirkpatrick : employée de banque
- Ryan Booth : Caporal Marsden
- Sean Carey : Garde
- Hakan Coskuner : soldat (non crédité)
- Craig Fraser : soldat (non crédité)